# دهستان تیمورلو
شهر تیمورلو یکی از شهرهای استان آذربایجان شرقی است که در بخش گوگان شهرستان آذرشهر واقع شده‌است.
مرکز شهر تیمورلو شهر تیمورلو می‌باشد

## موقعیت
دهستان تیمورلو دارای دو روستا ویک شهر می‌باشد دهستان تیمورلو از شهر تیمورلو وروستاهای قراغیل وخاصلو تشکیل شده‌است از سمت غرب مشرف به دریاچه اورمیه است جمعیت دهستان در حدود هشت هزار نفر است که هم‌اکنون بخاطر کم‌آبی و خشکسالی و عدم دسترسی کشاورزان به آب شیرین زراعتی، عده بیشتر آنان در کارخانجات حوالی دهستان از جمله شهرک سلیمی مشغول هستند. شهر تیمورلو پایتخت سیر ایران می‌باشد.